# Estación de Alhandra
La Estación de Alhandra es una plataforma de la Línea del Norte, que sirve a parroquias de Alhandra, en el ayuntamiento de Vila Franca de Xira, en Portugal.

## Características

### Descripción física
En enero de 2011, presentaba 3 vías de circulación, con 573, 251 y 304 metros de longitud; las dos plataformas tenían 136 y 188 metros de extensión, y 90 centímetros de altura.